# Marktkirchhof 6 (Quedlinburg)

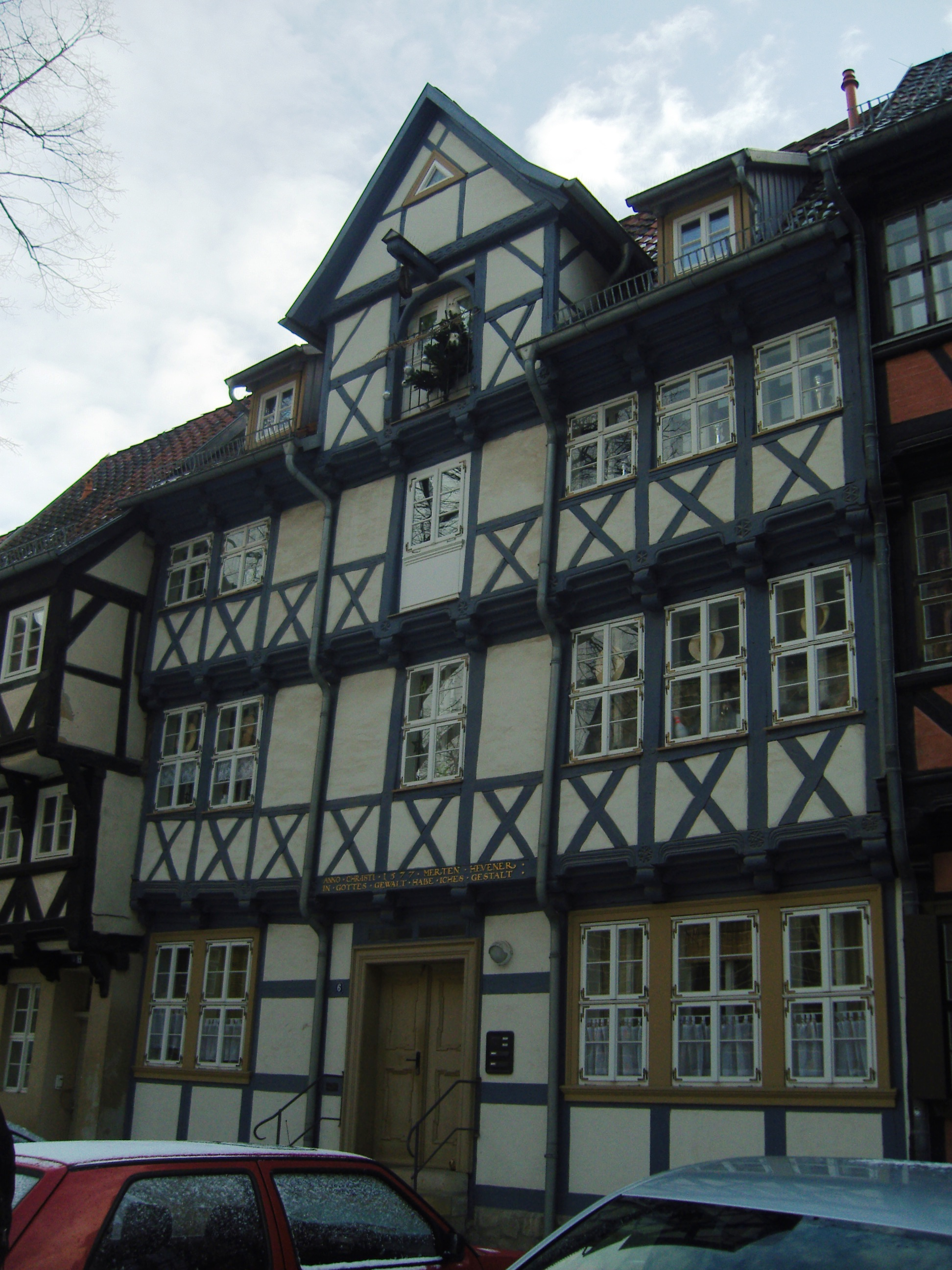
Haus Marktkirchhof 6

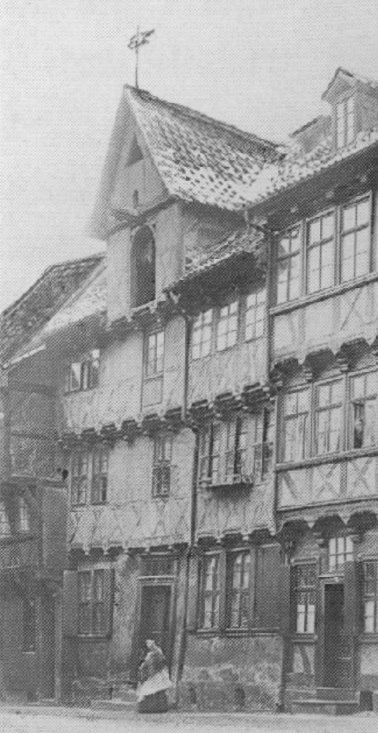
Marktkirchhof 6 um 1900

Das Haus Marktkirchhof 6 ist ein denkmalgeschütztes Gebäude in der Stadt Quedlinburg in Sachsen-Anhalt.

## Lage
Es befindet sich in der historischen Quedlinburger Altstadt, nördlich des Marktplatzes der Stadt. Das im Quedlinburger Denkmalverzeichnis als Kaufmannshaus eingetragene Gebäude befindet sich auf der Südseite des Marktkirchhofs. Östlich grenzt das gleichfalls denkmalgeschützte Haus Marktkirchhof 5, westlich das Haus Marktkirchhof 7–9 an.

## Architektur und Geschichte
Das dreigeschossige Fachwerkhaus entstand nach einer Bauinschrift im Jahr 1577 und gehört zum UNESCO-Weltkulturerbe. Die reich verzierte Renaissancefassade weist in den Eckgefachen Andreaskreuze auf, ein für Quedlinburg frühes Auftreten dieser Zierform. Das Erscheinungsbild des Hauses wird in besonderer Weise durch ein mit Ladeluke versehenes Zwerchhaus geprägt. An der Stockschwelle befinden sich Zylinderbalkenköpfe mit Kerbschnittmotiven. Darüber hinaus ist dort die Inschrift ANNO CHRISTI 1577 MERTEN HEVENER IN GOTTES GEWALT HABE ICH ES GESTALT zu lesen.
Das Erdgeschoss ist in massiver Bauweise errichtet. In der Zeit des Barock um 1720 wurden die Türen und Fenster des Untergeschosses erneuert. Im Gebäude befindet sich ein historischer Drehbaum zum Heraufziehen von Lasten.